# Дериколенко Олександр Ілліч
Олександр Ілліч Дериколенко (1920, село Чаплищі, тепер Конотопського району Сумської області — ?) — український радянський діяч, секретар Сумського і Чернігівського обласних комітетів КПУ.

## Біографія
З вересня 1939 року — в Червоній армії. Учасник німецько-радянської війни з червня 1941 року. Служив діловодом штабу 211-го мінометного полку 18-ї мінометної бригади 15-ї артилерійської дивізії прориву Резерву головного командування. Воював на Західному, Північно-Західному, Брянському, 1-му Прибалтійському, Ленінградському і 2-му Білоруському фронтах. Тричі був поранений.
Член ВКП(б) з 1944 року.
На січень 1946 року — завідувач діловодства штабу 211-го мінометного полку 18-ї мінометної бригади 15-ї артилерійської дивізії. У квітні 1946 року демобілізований із армії.
Потім перебував на відповідальній партійній роботі.
На 1958—1959 роки — секретар Сумського міського комітету КПУ з питань ідеології.
З 1960 року — директор середньої школи № 15 міста Суми.
23 січня 1963 — 4 грудня 1964 року — секретар Сумського промислового обласного комітету КПУ з питань ідеології — завідувач ідеологічного відділу Сумського промислового обласного комітету КПУ.
7 грудня 1964 — 1975 року — секретар Чернігівського обласного комітету КПУ з питань ідеології.
На 1985 рік — персональний пенсіонер.

## Звання
- старшина адміністративної служби

## Нагороди
- орден Вітчизняної війни ІІ ст. (6.04.1985)
- орден Слави ІІІ ст. (25.06.1944)
- орден Червоної Зірки (16.02.1945)
- ордени
- медаль «За відвагу» (4.05.1945)
- медаль «За бойові заслуги» (23.02.1944)
- медаль «За перемогу над Німеччиною у Великій Вітчизняній війні 1941—1945 рр.» (9.01.1946)